# 宝清寺 (あきる野市)
宝清寺 （ほうせいじ）は、東京都あきる野市に所在する日蓮宗の寺院。山号は水谷山（すいこくざん）。旧本山は身延山久遠寺。千駄ヶ谷合師法縁。

## 歴史
宝清寺は、西多摩では唯一の日蓮宗身延山久遠寺の末寺で、開山は法清院日億上人、開基は青木勘左衛門（武田勝頼の縁者）。甲州武田勝頼の滅亡後、その青木勘左衛門は、八王子城落城後、関東に入国した徳川家康に見出されてこのあきる野市小川の地を賜った。勘左衛門は、戦国時代に滅んだ武士達の霊を弔うために出家し、元和年間 (1615 - 1624) 故郷甲斐国雨利郷（甘里）にあった東照山教林寺をこの地に移し東照山法清寺と号し創立した。境内地は武蔵七党の1つである西党の小川氏の居城・小川城の跡とされている。 
最初は、東照山と号していたが、宝永年間 (1704 - 1711) 九世圓妙院日亮上人の代に、東照山とは徳川家に対して畏れ多い山号だとして、領主水谷信濃守より身延山に申し出て、寺禄等を寄進して祈願処としたことにより水谷山寶清寺と改められたといわれる。

## 所在地
- 東京都あきる野市小川101

## 交通アクセス
- JR五日市線東秋留駅より徒歩10分。
- 中央自動車道八王子インターチェンジから自動車で約15分。
- 立川バス・西東京バスにて「小川バス停」下車徒歩2分。